# Apiocera notata
Apiocera notata är en tvåvingeart som beskrevs av Joseph Hannum Painter 1938. Apiocera notata ingår i släktet Apiocera och familjen Apioceridae. Inga underarter finns listade i Catalogue of Life.